# Angoradwerg
De angoradwerg is een Belgisch raskonijn dat werd gefokt door Joseph Born.
De angoradwerg is ontstaan uit de kruising van een angorakonijn en een zilvervos dwerg. Het is een heel klein angorakonijntje (1 tot 2 kg) dat in de jaren 80 werd erkend.